# 骨

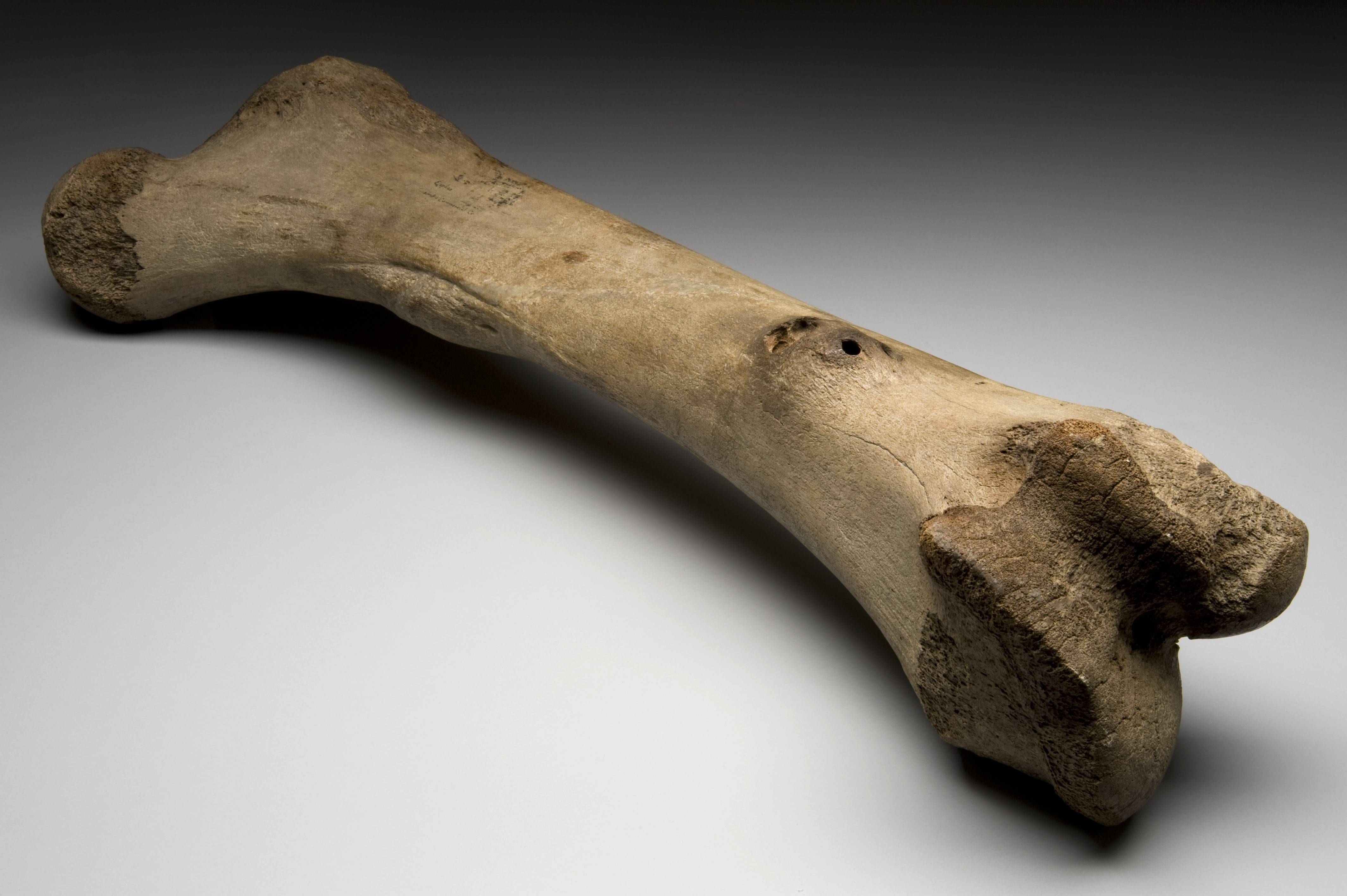
絶滅したゾウの仲間の更新世氷河期の骨

骨（ほね）とは、脊椎動物において骨格を構成するリン酸カルシウムやコラーゲンなどに富んだ硬い組織である。ただし骨は単なる固形物ではなく、骨細胞が存在した生きた組織であり、一定のサイクルで作り変えられている。特に軟骨（cartilage）などと明確に区別する場合には、硬骨とも呼ばれる。なお、この意味の他にも、口語的には生物に留まらず、例えば、傘の骨や、鉄骨など、様々に「骨」と付く物が存在する。さらには、比喩的に「骨」という単語が用いられる場合もある。ウィクショナリーの骨の項目も参照。なお、本項目では、特に断りのない限り、最初に示した脊椎動物の骨について説明する。

## 概要
脊椎動物の体内には、分類の節で述べるように様々な形状と大きさの骨が存在する。骨の数は、個体の成長に伴って合体する骨も見られ、さらに合体の度合いなどに個体差も見られるため、同じ種であっても一定ではない。参考までに、ヒトの成体の場合は200個を超える程度である。同様にヒトの成体では、体重の15パーセントから18パーセント程度を骨が占める。この重量の内、約16分の12はカルシウムとリンを主成分とした無機物であり、残りの約16分の4はコラーゲンを主成分とした有機物である。なお、ヒトのコラーゲンにも様々なタイプがあるものの、硬骨にはI型のコラーゲンが主に見られ、軟骨にはII型のコラーゲンが主に見られる。
誰でも体得的に知っている骨の機能として、身体の保持や姿勢の維持、各種器官の外力からの保護と言った、その硬さを活かした機能を持つものの、骨の機能はそれだけに留まらない。例えば、カルシウムは地球上の全ての動物にとって不可欠な元素の1つである。特に、陸上に棲息している脊椎動物にとっては、カルシウムを貯蔵し、さらに体液中のカルシウムの濃度調節にも関わっている。

## 機能

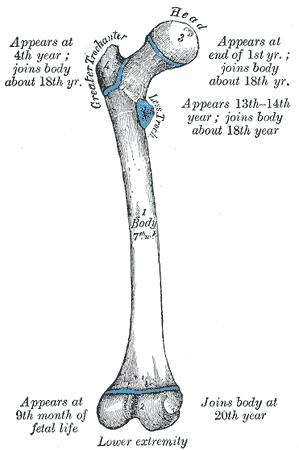
ヒトにおいて最大の骨である大腿骨。身体を支えるために重要な機能を果たす。そのため大腿骨の骨折は、ヒトの歩行能力などに重大な悪影響を及ぼす。また、パイプ状の大腿骨の中などには、造血機能を担う赤色骨髄が存在する。ただし、加齢などに伴い赤色骨髄は黄色骨髄に変化する場合も有る。

### 物理的機能
硬骨と軟骨とで、機能が異なっている。硬骨は、その硬さで骨格を構成する重要な要素を担っているものの、曲げる力に対しては弱く、ほとんどたわむ事ができずに、折れやすい。これに対して、軟骨は弾性を持ちながら、圧縮力にも強い。また、緻密質の部分のパイプ状の構造や、海面質の部分の架橋構造などを上手く配置する事によって、重くなり過ぎず、かつ、骨の外部から力が加わり易い方向に対して、強度を高めている。これによって、体重を支えたり、衝撃に対して弱い器官を内部に納める事によって内部の器官を保護したりしている。さらに、造血機能を有する骨髄を納める場所などとしての機能も有する。

### 生理的恒常性の維持機能
カルシウムが豊富な地球の海を離れた陸上に住む脊椎動物にとって、カルシウム貯蔵の場としての意味を骨は持つ。つまり、必要に応じてカルシウムイオンの形でカルシウムを遊離させたり、必要に応じてカルシウムイオンを取り込んでリン酸カルシウムとして固定化したりして、体液のカルシウムイオンの濃度の調節に、骨は必要な組織なのである。また、体液のpH変化の緩衝の役割も果たしている。

### その他の機能
例えば、耳小骨は外耳道から入力された音を、内耳へと音を伝達する機能を有し、さらに、耳小骨と連動する骨格筋を利用して、耳小骨の動きを抑える事で、強力な音が感知された際に、内耳が傷害を受けないようにする機能まで有する。耳小骨の例のように、特殊な機能を果たす骨も存在する。
また例えば、胸椎と肋骨と胸骨などが組み合わされて形状を保持している胸郭が、本来の形状で、安定して機能している事は、肺呼吸を行う際に必要である。このように、他の臓器の機能と密接な関わりを有する部分も見られる。

## 分類

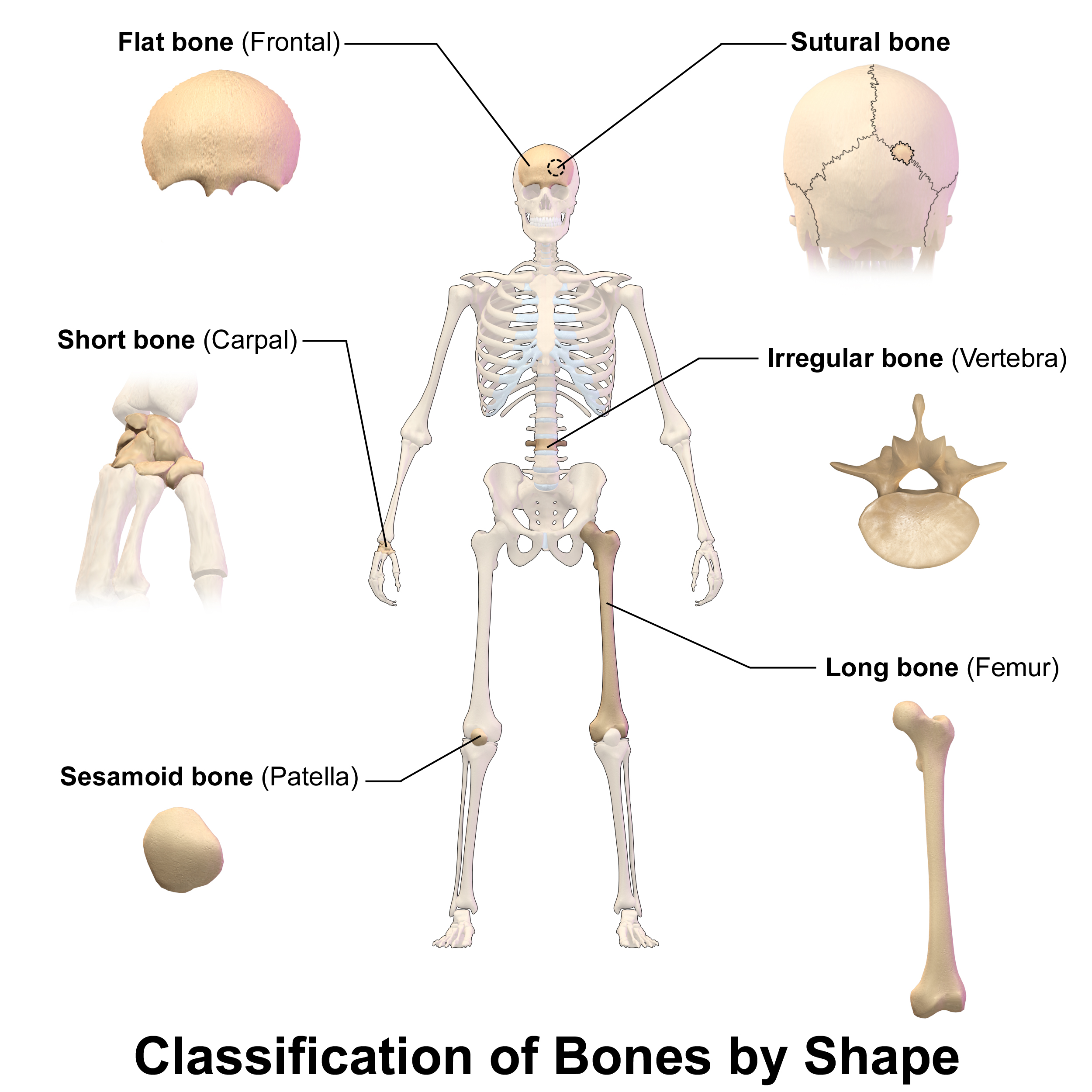
形状による骨の分類

骨には、緻密質の部分と、海綿質の部分とがある。
また、骨の大きさや形状は多種多様であり、縦に長い形状の「長骨」、立方体の形状の「短骨」、平たい形状の「扁平骨」、それ以外の特殊な形状を持った「不整骨」に大別できる。

## 骨の生理

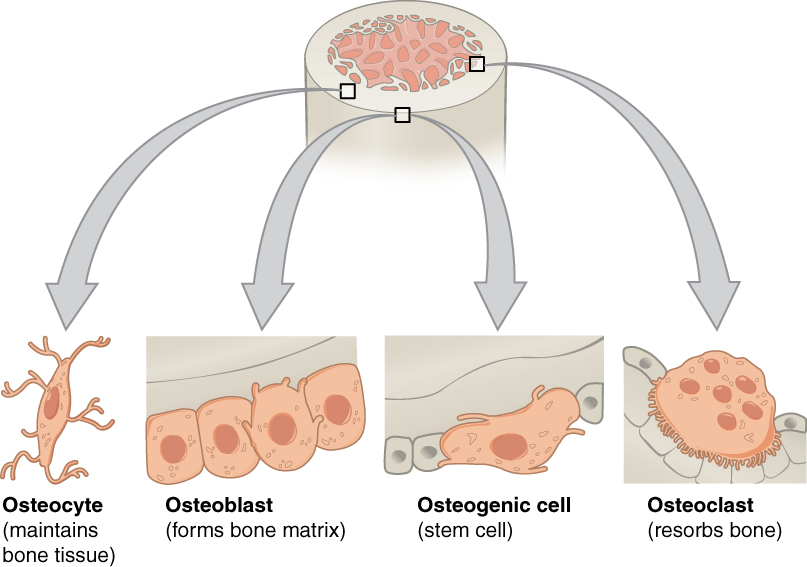
骨細胞

正常な骨は常に新陳代謝を行い、破骨細胞と骨芽細胞の働きによって活発に吸収と再構築が行われ、一定の量が保たれている。骨折が治癒するのも骨の再生によるものである。骨の再生産、カルシウムの保持または放出は、副甲状腺ホルモン (PTH) 等によって制御される。
また、骨にとって重要なオステオカルシンの転写にはビタミンDが必要である。さらに、オステオカルシンを正常に合成するためには、ビタミンKだけでなく、ビタミンCも必須である。オステオカルシンは構造中にヒドロキシプロリンを含んでおり、ヒドロキシプロリンを合成するためのプロリルヒドロキシラーゼの補因子として、α-ケトグルタル酸だけでなく、ビタミンCも必要だからである。同じく骨のタンパク質として知られるコラーゲンは、広範な翻訳後修飾を受けて初めて正常なコラーゲンになる。そして、コラーゲンもヒドロキシプロリンを構造中に含んでいるため、コラーゲンの合成のためにも、オステオカルシンと同様にビタミンCも欠かせない。

## 組織学

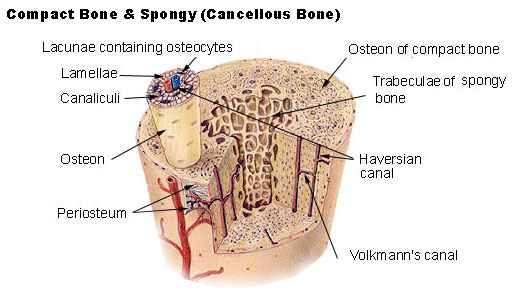
長骨の断面図。表面の皮質骨（cortical bone、compact bone）は緻密であることから緻密骨とも呼ばれる。その内側は海綿状の海綿骨（小柱骨）や骨髄などからなる。

骨格形成には糖鎖の代謝が重要な役割を担っていることを理化学研究所が解明し、2007年に新遺伝子 SLC35D1 を特定した。これにより、ヒトの致死性の骨系統疾患である蝸牛様骨盤異形成症の解明に繋がると期待されている。

## 骨の発生と成長

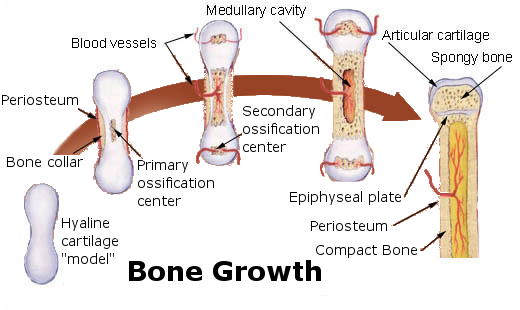
骨の成長

ヒトの場合、骨は中胚葉から発生する。中胚葉の一部が、骨芽細胞と破骨細胞に分化し、適切に骨を形成してゆく。骨になるはずの場所で、石灰化を引き起こし、さらに、骨芽細胞は骨細胞へと分化し、骨を形成してゆく。
なお、硬骨は既存の部分が、そのまま伸びたり、大きくなったりはしない。これに対して、軟骨は組織を大きくしてゆけるので、まず軟骨を作り、そこを硬骨へと変換してゆく方法で、硬骨を大きくする。なお、ヒトの場合は、ある程度の大きさに成長すると、それ以上の成長が行われなくなるものの、その後も、破骨細胞と骨芽細胞は骨で活動を続け、古い骨を新しい骨へと変換する作業を、死亡するまで続ける。
四肢骨は、個人の筋活動レベルに伴って太く成長する性質があり、例として、ボート競技選手の上腕骨は太いことが知られている。

## 骨の利用
骨炭、骨粉、骨脂、膠などの素材となった。
また、骨で作った釣り道具など、様々な骨角器が知られている。また骨を使った彫刻品も作られた。容器としての髑髏杯は多くの文化で見られる。
料理として、出汁をとるのに用いられる。
中国では、甲骨文字などの占いに用いられた。また、ヨーロッパでは、ガチョウの叉骨（wishbone）は占いなどに用いられた。
イギリスでは、骨の灰を用いた陶器ボーンチャイナが作られた。

### 楽器
ヒトは脊椎動物の骨を、生体から得られる材料の1つとして用いていた歴史を有する。例えば、エアリードの木管楽器として知られるフルートの材料として、骨を用いたとされる。つまり、長骨のパイプ構造を利用して、それを加工してフルートを作ったわけである。
チベットの宗教楽器として、人間の大腿骨から作られたカンリン（崗鈴）と呼ばれる2本1組の人骨笛が作られる。
また、ラテンアフリカでは、キハーダという体鳴楽器に分類される打楽器がある。また、アイルランドからアメリカに伝わった肋骨を指に挟んだボーンズという打楽器もある。

## 骨が関係する鉱物

### 化石への変化
骨はカルシウム塩やマグネシウム塩などを多く含み、死後も分解され難く、動物の化石としても比較的残り易い組織である。

### 鉱物への変化
燐灰石は、海鳥の糞が堆積した物が変化して生成する。他に、脊椎動物の骨も燐灰石の元々の姿の1つである。また藍鉄鉱は、水底などで生物の含まれるリン酸と鉄が結合して生成する場合があり、死んだ魚類の骨の周囲に藍鉄鉱の団塊が見られる事もある。